# آشفتگی (فیلم ۱۹۹۷)
آشفتگی (انگلیسی: Turbulence) فیلمی در ژانر اکشن و مهیج به کارگردانی رابرت باتلر است که در سال ۱۹۹۷ منتشر شد.
فیلم‌های آشفتگی و آشفتگی ۲ دنباله این فیلم است.

## بازیگران
- ری لیوتا
- لورن هالی
- کاترین هیکس
- هکتور الیزوندو
- برندن گلیسون
- جفری دی‌مان
- بن کراس
- گرند ال. بوش
- کالی تورن
- ریچل تیکوتین